# Javier Crespo
Javier Crespo (nascido em 5 de março de 1976) é um nadador paralímpico espanhol. Representou a Espanha nos Jogos Paralímpicos de Verão de 2012 em Londres.